# نغوين آنه لي
نغوين آنه لي (مواليد 9 مايو 1949) هو سبّاح فيتنامي، مثّل بلاده في الألعاب الأولمبية الصيفية 1964.

## روابط خارجية
نغوين آنه لي على موقع الاتحاد الدولي للسباحة (الإنجليزية)
- نغوين آنه لي على موقع أوليمبيديا (الإنجليزية)